# 周家渡街道
周家渡街道是中国上海市浦东新区下辖的一个街道。面积5.52平方公里。下辖32个居委会，街道内有各类居住小区76个，老旧小区占比73%。截至2017年7月底，街道实有人口14.22万，其中户籍人口10.95万，60岁以上4.78万，人口老龄化比例达33.6％。

## 历史沿革
清代初年即建立周家渡摆渡口，成为黄浦江8个对江渡口之一。解放前周家渡区域属于浦东斯盛区周渡乡。解放初归杨思区第二办事处下；1950年成立周渡乡人民政府；1956年改称周家渡办事处，属东昌区；1958年与塘桥办事处合并，成立“五一”人民公社镇联大队，属浦东县；1959年与塘桥分开，仍称周家渡办事处；1960年与塘桥再次合并，筹建吴淞区城市人民公社周家渡分社。同年11月划归南市区，称周家渡街道办事处；1984年划出北部13个居委会，分建塘桥街道；1986年再划出南部37个居委会分建上钢新村街道。

## 地理位置
- 东界：中汾泾及白莲泾[2]
- 西界：上南路
- 北界：黄浦江
- 南界：川杨河[2]

## 行政区划
周家渡街道下辖：
上南一村居委会、上南二村居委会、上南三村居委会、上南四村居委会、上南五村居委会、上南六村居委会、上南七村居委会、上南八村居委会、上南九村居委会、上南十村一居委会、上南十村二居委会、雪野二村居委会、齐河第一居委会、齐河第二居委会、齐河第三居委会、齐河第八居委会、云台路一居委会、云台路二居委会、昌里路四居委会、昌里路五居委会、昌里路七居委会、上南十一村居委会、上南十二村居委会、云莲路一居委会、齐河路第七居委会、昌里花园居委会、齐河第四居委会、都市庭院居委会、川新居委会、上南花苑居委会、恒大居委会、齐河路第五居委会。